# 圣帕斯夸尔
圣帕斯夸尔，是西班牙卡斯蒂利亚-莱昂阿维拉省的一个市镇。总面积19平方公里，总人口45人（2001年），人口密度2人/平方公里。